# Eyewitness Museum

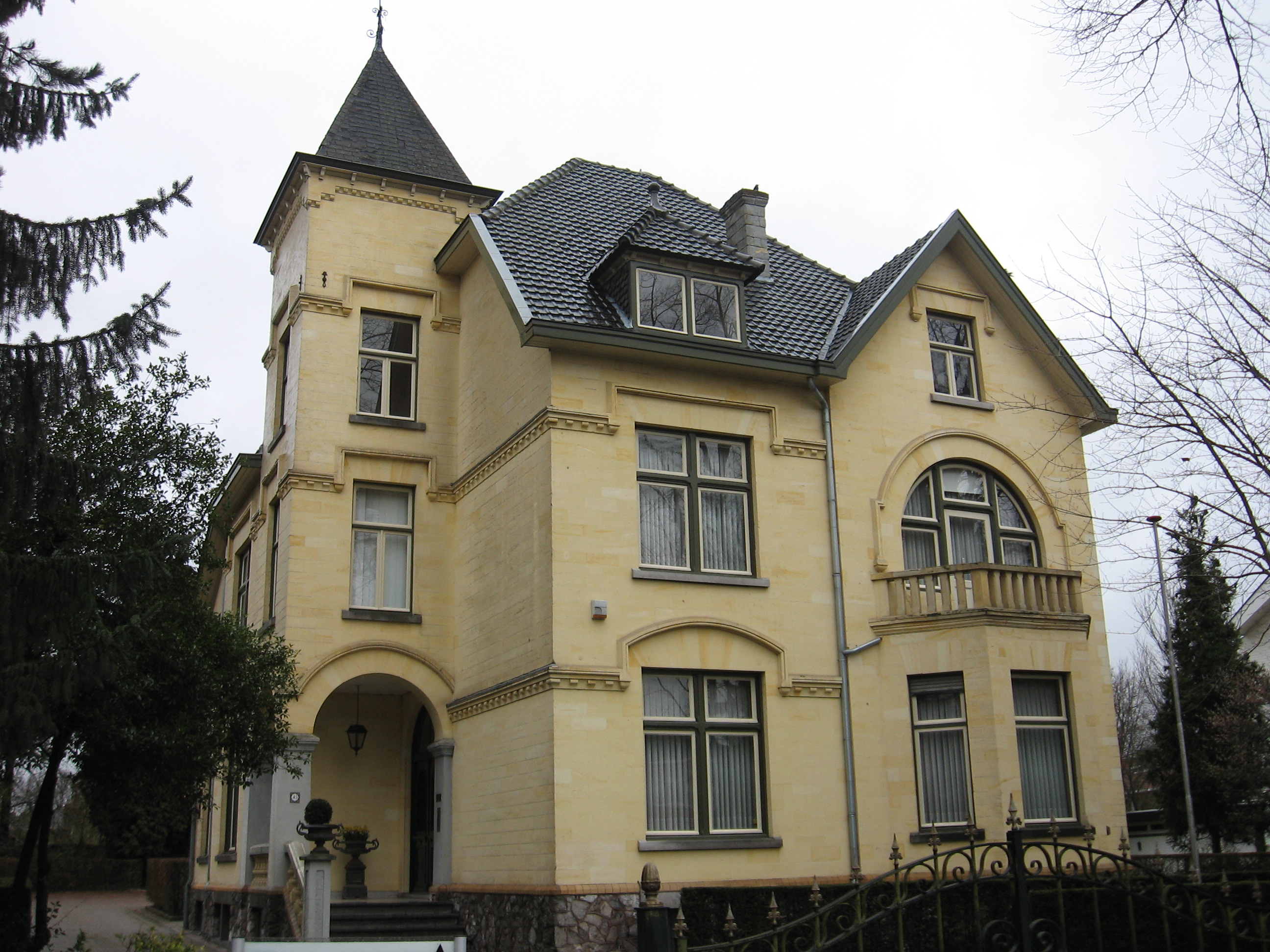
Villa Hennekens waarin Eyewitness Museum was gevestigd

Eyewitness Museum was een museum in Beek, Zuid-Limburg. Het museum toonde de geschiedenis van de Tweede Wereldoorlog in Europa in realistisch uitgevoerde diorama's. De menselijke kant van het krijgsbedrijf stond in het museum centraal. Dit gebeurde onder andere aan de hand van het fictieve verhaal van August Segel, een Duitse parachutist. Alle grote thema's van de Tweede Wereldoorlog kwamen in het museum aan bod: het ontstaan en de machtsovername van de NSDAP in Duitsland, vrijwel alle grote militaire operaties aan het west- en oostfront, de NSB, onderduik en verzet, de Jodenvervolging en de Bevrijding. 
Het museum werd geopend in 2013 en was gevestigd in de monumentale villa Hennekens aan de Maastrichterlaan in Beek. Het was een initiatief van Wim Seelen die er ook directeur van was. De museale collectie bestond uit Duitse en geallieerde uniformen, wapens en uitrusting, documenten, onderscheidingen en vele andere objecten. Met deze collectie werd een beeld gegeven van de Tweede Wereldoorlog.
Het museum ontving een groeiend aantal bezoekers. Twee jaarlijks georganiseerde evenementen, het Bevrijdingsfeest in september en de Winternacht in december, boden bezoekers gelgenheid om naast het museum ook in samenwerking met re-enactmentgroepen tentoongestelde oorlogsvoertuigen te bekijken. 
In 2020 werd het museum getroffen door een grote inbraak waarbij bijzondere stukken uit de collectie werden gestolen. In 2022 sloot het Eyewitness Museum voorgoed haar deuren. De naam leeft voort in het door Oorlogsmuseum Overloon georganiseerde 'Eyewitness Event', dat om het jaar plaats heeft.